# دیپکون
دیپکون (روسی: Дипкун) یک منطقهٔ مسکونی در روسیه است که در استان آمور واقع شده‌است.